# Jižní baptistická konvence
Jižní baptistická konvence (ang. Southern Baptist Convention, ve zkratce SBC) je křesťanská denominace ve Spojených státech amerických, která sdružuje baptistické sbory zejména v jižních státech USA. Ve Spojených státech je po katolické církvi druhým největším křesťanským uskupením. Byla založena v roce 1845 v Augustě ve státě Georgie, v reakci na úsilí o zrušení otroctví a obchodu s otroky.